# USS Ralph Johnson (DDG-114)
USS Ralph Johnson (DDG-114) é um navio de guerra da Marinha dos Estados Unidos. A embarcação pertence a classe Arleigh Burke de contratorpedeiros de mísseis guiados (DDG, Guided missile destroyer).
Ralph Henry Johnson (1949-1968) foi um fuzileiro naval dos Estados Unidos que recebeu postumamente a Medalha de Honra por ato de heroísmo em março 1968 durante a Guerra do Vietnã. O nome do DDG-114 é uma homenagem ao marine, que faleceu em combate com a idade de 19 anos.
O navio foi enviado para o porto de Charleston em 19 de março de 2018 e comissionado para o serviço ativo em 24 de março do mesmo ano.